# Квинт Фабий Меммий Симмах
Квинт Фабий Меммий Симмах (лат. Quintus Fabius Memmius Symmachus) — политик Римской империи, член влиятельной семьи Симмахов.

## Биография
Квинт Фабий Меммий Симмах был сыном оратора и политика Квинта Аврелия Симмаха и Рустицианы; он родился в 383 или 384 году. У Меммия была старшая сестра Галла, вышедшая замуж за Никомаха Флавиана, сына Вирия Никомаха Флавиана.
В возрасте десяти лет он стал квестором, отпраздновав связанные с этой должностью игры в декабре 393 года. Меммий был хорошо образован и изучал греческий язык; отец одобрил его стиль в написании писем и в 401 году он был отдан на обучение галльскому ритору. В том же году произошло несколько важных событий в жизни Меммия: он женился на внучке Вирия Никомаха Флавиана, а также отпраздновал игры, связанные со вторым шагом в его карьере, должностью претора (эти игры были перенесены с 400 года, чтобы Аврелий Симмах мог присутствовать на них, и стоили 2000 фунтов золота).
Вероятно, его стоит отождествлять с Меммием, который построил храм, посвящённый Флоре в Риме; он также является автором надписи в честь своего тестя, Флавиана (CIL, VI, 1782). После смерти Аврелия Симмаха Меммий издал его переписку.